# Fowler, Kansas
Fowler là một thành phố thuộc quận Meade, tiểu bang Kansas, Hoa Kỳ. Năm 2010, dân số của xã này là 590 người.

## Dân số
Dân số các năm:
- Năm 2000: 567 người
- Năm 2010: 590 người